# Кинхајм (Немачка)
Кинхајм (њем. Kinheim) општина је у њемачкој савезној држави Рајна-Палатинат. Једно је од 107 општинских средишта округа Бернкастел-Витлих. Према процјени из 2010. у општини је живјело 787 становника. Посједује регионалну шифру (AGS) 7231068.

## Географски и демографски подаци
Кинхајм се налази у савезној држави Рајна-Палатинат у округу Бернкастел-Витлих. Општина се налази на надморској висини од 110 метара. Површина општине износи 9,1 km². У самом мјесту је, према процјени из 2010. године, живјело 787 становника. Просјечна густина становништва износи 87 становника/km².